# Meteoritnedslag
Et meteoritnedslag er et nedslag af et objekt fra himmelrummet. Stjerneskud er indtrængen i atmosfæren af små partikler på størrelse med sandkorn eller mindre, der ikke overlever turen ned gennem atmosfæren. Større objekter fra himmelrummet overlever turen gennem atmosfæren og findes på Jordens overflade. Årligt sker der nu i gennemsnit omkring 5 meteoritnedslag på Jorden, der observeres og registreres i Meteoritical Bulletin.
Meteoritnedslag er formentlig sket på alle planeter og måner lige siden Solsystemets dannelse for 4,6 milliarder år siden og har været af stor betydning for planeter og måners udvikling og udseende. Man betegner specielt perioden fra for 3,9 milliarder til for 3,7 milliarder år siden for det store bombardement på grund af et meget stort antal nedslag på Jorden og Månen. Disse tidlige nedslag kan have haft stor betydning for udformningen af betingelserne for liv og for livets udvikling ved at have tilført Jorden vand og biologisk vigtige kulstof-holdige molekyler.
Nedslag hører stadig til dagens orden, og man anslår, at Jorden hvert år rammes af mellem 18.000 og 84.000 meteoritter større end 10 g, i alt mellem 37.000 og 78.000 ton, hvoraf langt den største del udgøres af partikler på størrelse med støvkorn. Månen holdes under observation, og der ses jævnligt nye kratere.
Forudsætningen for et nedslag er, at meteoroiden (eller asteroiden eller kometen) indfanges af Jordens tyngdefelt - eller af tyngdefeltet fra et andet himmellegeme, en planet eller en måne. Hvis der ikke sker et nedslag, og asteroiden passerer i nær afstand, taler man om "flyby". Man regner med, at der er mindst et par tusind nærjords-objekter, dvs. mindre himmellegemer som meteoroider, asteroider og kometer, der er i en sådan bane nær på Jorden, at det kan resultere i et nedslag eller near-miss flyby. Der er dog kun et mindre antal, der er potentielt farlige med en diameter på mere end 100 til 150 m.
Skaderne ved et nedslag afhænger foruden af størrelsen også af det indtrængende himmellegemes fart i forhold til Jorden. Asteroiden 2012 DA14 med en diameter på 45 m lavede flyby den 15. februar 2013, og hvis den havde ramt Jorden, har man beregnet, at det ville ske med en fart af 12,7 km/s eller 46.000 km/t og en kinetisk energi på 2,4 megaton TNT og eksplodere i en højde af 10 km. Et sådant nedslag ville kunne udslette en by som København, men heldigvis siger beregninger, at et sådant nedslag kun er sandsynligt engang hvert 1200. år.
Kun en person vides at være ramt af en meteorit.

## Meteoroid, meteor eller meteorit
Meteoroid, meteor eller meteorit - det er den samme genstand, der er tale om, et objekt fra himmelrummet, blot i forskellige faser.
En meteoroid er et lille objekt i det interplanetariske rum, der eksisterer som en del af Solsystemet i bane om Solen. Det kan være en stenklump, en klump metal, en beskidt snebold eller en asteroide, en del fra en komet eller et andet himmellegeme. Om den skal kaldes en meteoroid eller en asteroide afhænger af størrelsen, men der er ikke helt enighed om, præcis hvor grænsen går (et sted mellem 10 m og 100 m i diameter).
På vej ned gennem atmosfæren kaldes klumpen for en meteor eller mere populært et stjerneskud, idet den begynder at brænde pga. den varme, der udvikles under opbremsningen i Jordens atmosfære. Under normale forhold er der ca 5 – 10 stjerneskud i timen. Langt de fleste er kun som støvkorn, der hurtigt brænder op i atmosfæren.
Årligt tilbagevendende meteorstorme eller meteorbyger forekommer, når Jorden passerer igennem en støvhale fra en komet. Næsten alle tilbagevendende meteorsværme som Perseiderne og Leoniderne kan spores tilbage til kendte kometer. Den engelske Wikipedia har en fuldstændig liste på omkring 50 årligt tilbagevendende meteorsværme.
Er nedslaget særligt lysstærkt kaldes det for en ildkugle eller bolide.
En meteorit er en sten- eller metalklump fra rummet, der har overlevet turen ned gennem atmosfæren og kan ses eller samles op på overfladen. Meteoritter navngives ofte efter det sted, hvor de bliver fundet — typisk nærmeste by eller anden geografisk betegnelse. På Jorden er der fundet ca. 25.000 meteoritter, men de kan også findes på andre himmellegemer f.eks. på Månen og på Mars.. De fleste meteoritter stammer fra asteroidebæltet, men flere meteoritter stammer fra et andet himmellegeme, hvor der ved et primært nedslag frigives brudstykker af himmellegemets overflade, der bliver kastet ud i en bane om Solen for efterfølgende at blive tiltrukket af Jorden (eller en anden planet). Geologisk Museum i København har en stor samling meteoritter - også fra Månen, Mars og asteroiden 4 Vesta.

## Det store bombardement
Det er vanskeligt at få konkret viden om Solsystemets tidlige udvikling, men ved at datere sten fra Månens overflade har man konkluderet at Månen har været udsat for et voldsomt bombardement i perioden fra for 4,1 til 3,85 milliarder år siden, og deraf har man så sluttet, at dette bombardement også måtte have omfattet Jorden, Merkur, Venus og Mars.
Bombardementet skete med snavsede snebolde, kometer og asteroider, der forsynede den unge Jord med vand. Man regner med, at mellem to trediedele og tre fjerdedele af Jordens vand blev bragt til Jorden ved meteoritnedslag.
Det er stadig et helt åbent spørgsmål, om det store bombardement har haft en direkte indflydelse på det allertidligste liv - for eksempel som at plante livet på Jorden eller som den allerførste masseudslettelse.
Forskere har ved modelforsøg sandsynliggjort, at kometnedslag på overfladen af et isdækket himmellegeme som Saturns måne Enceladus eller Jupiters måne Europa kan medføre dannelse af komplekse organiske molekyler ud fra simple molekyler som vand og kuldioxid. I den chokbølge, der følger et stort nedslag, er der betingelser, der kan være et perfekt miljø for dannelse af aminosyrer, der er nogle af livets byggesten. Forskerne foreslår, at denne proces kan medvirke til at forklare, hvordan livet startede på Jorden for mellem 4,5 og 3,8 milliarder år siden.
Nyere forskning har fundet spor af monster-nedslag for omkring 3,3 milliarder år siden, i alt otte asteroider med en diameter på mellem 20 til 100 km, der kan have haft stor betydning for udviklingen af livet på Jorden.

## Meteoritnedslag i Danmark
- Mern-meteoritten, 1878[14]
- Meteoritnedslaget ved Aarhus 1951
- Maribo-meteoritten, 2009[15][16]
- Muligt meteoritfald i Vestjylland d. 30. marts 2014[17]
- Ejby/Herlev-meteoritten faldt 6. februar 2016 kl 22.07[18]

## Det mest omtalte nedslag på Jorden
Chicxulub-nedslaget er nok det mest omdiskuterede nedslag, da det anses for at være årsag til en af de største masseudslettelser af liv i Jordens historie. Den mest bemærkede følge af dette nedslag er udslettelsen af dinosaurerne. Nedslaget skete for 65,5 millioner år siden i Mexico. Der kan nu konstateres et nedslagskrater, hvor halvdelen ligger under landjorden inde på Yucatán-halvøen i Mexico og den anden halvdel ligger under havbunden ud for halvøen. Centrum findes omtrent dér, hvor byen Chicxulub ligger. Chicxulub-kraterets størrelse på 180 km overgås på Jorden kun af Vredefort-krateret (ca. 2 mia. år siden) i Sydafrika på 250-300 km og Sudbury-krateret (1,85 mia. år) i Canada på 200 km.
Chicxulub-nedslaget medførte en global chockbølge af øjeblikkeligt dræbende globale ildstorme, en regn af udslyngede klippestykker, en solformørkende aerosol af svovlsyre i stratosfæren og en solformørkende støvsky af 100 milliarder ton pulveriseret og fordampet overflade, der tilsammen medførte en af de største masseudryddelser af liv på Jorden.
Asteroiden anslås at have været 10-15 km i diameter (større end hele Mount Everest) og at have frigivet en energi på 96 teraton TNT svarende til 0,4 yottajoule, mere end en milliard gange så voldsomt som atombomberne over Hiroshima og Nagasaki. Nedslaget fremkaldte følger værre end en atomkrig. Nogle af resterne kan ses i Danmark den dag i dag som nedfald af den enorme globale aerosol- og støvsky: fiskeleret, det tynde iridiumholdige lag, som adskiller kridttidens lag fra den palæogene periodes lag i Stevns Klint og overalt på Jorden (K/Pg-grænsen, tidligere kaldet K/T-grænsen). Iridium er et sjældent metal på Jorden, men almindeligt i meteoritter og betragtes derfor som bevis for et nedslag. På Stevns Klint kan man tydeligt se, at en ny tid begynder med fiskeleret.
Diskussionen om Chicxulub-nedslaget som den eneste årsag til masseudryddelsen for 65,5 millioner år siden er ikke forbi; der er forskere, som kikker på medvirkende faktorer og andre årsager men med optagelsen af Stevns Klint på UNESCOs Verdensarvsliste er der almindelig konsensus om Chicxulub-nedslagets store betydning.

## Spektakulære nedslag
Et meteornedslag i 2013 blev set og dokumenteret af mange mennesker. Meteoritnedfaldet i Rusland 2013 fandt sted den 15. februar, hvor en meteor på anslået over 10.000 ton og en anslået diameter på 17 m eksploderede i en højde af 15-20 km over byen Tjeljabinsk Det meste af meteoren brændte op på sin vej ned gennem atmosfæren med 30 kilometer i sekundet, 108.000 km/t og eksploderede med en energimængde på ca. 500 kiloton TNT svarende til 25 atombomber. Der er fundet tre mindre meteorkratere og en hel del brudstykker af meteoritten, der viser, at det var en stenmeteorit med 10 % jernindhold.
Kometen Shoemaker-Levy 9 gav i 1994 en stor opvisning i hvilke kræfter, der er i spil i Solsystemet. Ved en tidligere passage af Jupiter var kometen blevet indfanget af Jupiter og blevet brudt op i mange stumper i størrelse af op til 2 km. Disse brudstykker slog ned på Jupiter mellem 16. og 22. juli 1994 med en hastighed af omkring 60 km/s svarende til 216.000 km/t. Nedslagene ramte den side af Jupiter, der ikke var synlig fra Jorden - men pga. Jupiters hurtige rotation kunne de tydeligt følges fra Jorden efter nogle få timer. Rumsonden Galileo var på vej til Jupiter og havde fra en afstand af 1,6 AE direkte udsyn til nedslagene. Nedslagene kunne ses som enorme paddehatte, der efterlod store stabile mærker i Jupiters øverste atmosfære med en størrelse på op til 12.000 km. Man regner med, at de tre største brudstykker hver frigjorde en energi på ikke mindre end 6.000.000 megaton TNT svarende til 120.000 x Tsar Bomba, den allerstørste brintbombe produceret.
Et meget mindre nedslag på Månen af et 40 kg meteoroid med en diameter på 30-40 cm var klart synlig uden kikkert fra Jorden d 17. marts 2013 med en eksplosion på 5 ton TNT.
Joe Velaidum havde just forladt stedet, hvor Charlottetown-meteorittens nedslag blev optaget med lyd på video.

## Det mest mystiske nedslag på Jorden
Tunguska-eksplosionen er et kendt og dramatisk nedslag, der fandt sted d. 30. juni 1908 om morgenen ved 7-tiden ved Tunguska i Sibirien og væltede alle træer i et område så stort som Sjælland. Følgerne kunne erkendes bl.a. i Danmark som et kraftigt og usædvanligt lys. Man har haft svært ved at forstå og forklare hændelsen, men nu fortolkes det som en bolide, der eksploderede i stor højde, anslået til 10-15 megaton TNT. Forskeren Giuseppe Longo mener at krateret er den 50 meter dybe Cheko-sø og at meteoritten ligger 10 meter under søbunden og vejer ca. 1700 tons.
 Særligt mystisk har de stærke lysfænomener med lysende natteskyer over Danmark og Storbritannien været, men nu kan de forklares som et resultat i 85 km højde af "hvirvler i todimensional turbulens" af iskrystaller hvirvlet op af eksplosionen.

## Et hit og nogle near-miss-nedslag
Kun en person vides at være blevet ramt af en meteorit (Ann Hodges af Sylacauga-meteoritten i 1954, se nedenfor
- Golden-meteoritten (2021) ramte en dames seng mens hun sov[33]

- Sumatra-meteoritten (2020) ramte et hus med beboeren nær ved[34]

- Wethersfield-meteoritten (1982) ramte ned i et hus mens beboerne så fjernsyn[35][36]

- Peekskill-meteoritten (1980) ramte en bil[37]

- Sylacauga-meteoritten (1954) ramte Ann Hodges mens hun tog sig en lur på sin sofa[32]

## Nedslagskratere
Et nedslagskrater er en cirkelformet fordybning på overfladen efter et nedslag af et mindre objekt. Meteorkratere findes på planeter, måner og asteroider alt efter deres overflade og beskaffenhed.
På Jorden er der 182 verificerede meteorkratere, se en:List of possible impact structures on Earth. Et typisk mindre krater på Jorden er Barringer-krateret (også kaldet "Meteor Crater") i Arizona, USA. Dannet for 50.000 år siden af en 50 m stor meteoroide, der kom med en fart af 12-13km/s og en energi på 10 megaton TNT minder det i sin udseende meget om kratere på Månen, Merkur, på Saturns måne Mimas og på asteroiden 4 Vesta. Modsat andre nedslagskratere på Jorden har "Meteor Crater" ikke været udsat for større nedbrydning på grund af ørkenklimaet. Generelt er det svært at erkende meteorkratere på Jorden på grund af plade-tektonisk aktivitet, erosion, overdækning med sedimenter eller tilgroning med plantevækst. Ingen af disse typiske jordiske forhold findes på himmellegemer med overfladen arret af meteorkratere.
Et krater på 100 km ved Maniitsoq i Grønland er blevet anslået til at være det ældste verificerede nedslagskrater på 3 milliarder år.
Nogle af største nedslagskratere på Jorden regnes for at være
- Yarrabubba[44]
- Warburton-krateret[45]
- Vredefort-krateret[46]
- Sudbury Basin
- Acraman-krateret
- Woodleigh-krateret
- Manicouagan-krateret
- Morokweng-krateret
- Kara-krateret
- Chicxulub-krateret
- Popigai-krateret[47]
- Chesapeake Bay-krateret

(angivet kronologisk)
Solsystemets største nedslagskrater er Nordpols-bassinet på Mars med en diameter på over 10.000 km (se listen over de største kratere i Solsystemet.
På Månen er der ca. 50 mio. månekratere, som er mindst 30 cm brede, og det største og ældste nedslagskrater Sydpol-Aitken bassinet med en diameter på intet mindre end 2.500 km og en dybde på 13 km. Et månekrater er også opkaldt efter Tycho Brahe, Tycho.
Det største nedslagskrater på Merkur er Caloris-krateret med en diameter på 1.550 km.
På Jupiters måner Callisto og Ganymedes ses mange lyse formationer på en mørk baggrund; man antager, at de lyse områder er nedslagskratere i is.
På Venus, Mars, Jupiters måner Europa og Io og på Saturns måne Titan er der ikke så mange synlige nedslagskratere, da der som på Jorden er geologiske processer, der ændrer overfladen. På Mars bliver der hvert årdannet omkring 200 nye kratere ved nedslag.

## Meteoritter og andre himmellegemer
Man regner med at en tyvendedel af alle meteoritnedslag på Jorden stammer fra asteroiden 4 Vesta, og Geologisk Museum i København udstiller nogle såkaldte HED-meteoritter.

Marsrobotter har på overfladen af Mars fundet et antal jernmeteoritter, der alle har fået navne, bl.a. "Block Island", "Zhong Shan" og "Heat Shield" (se den engelske Wikipedia)
Under den totale måneformørkelse (blodmånen), blev et nedslag observeret på månens overflade.

## Kometnedslag
Et fragment af en komet er nu blevet identificeret som del af en komet, der for 28 millioner år siden slog ned i Egypten. Nedslaget skete med stor kraft og over et område på 6000 km2 blev der ved den høje temperatur dannet store mængder af gult silika-glas, hvoraf et stort stykke fandt vej ind i Tutankhamons broche.
Brudstykker af kometen Shoemaker-Levy 9 slog i 1994 ned på Jupiter med en hastighed af omkring 60 km/s svarende til 216.000 km/t. Nedslagene blev observeret ved hjælp af rumsonden Galileo. Se ovenfor "Spektakulære nedslag".

## Eksterne links og referencer
- When Space Attacks: The 6 Craziest Meteor Impacts. livescience.com
- Tour of the Moon, video, NASA
- Ib Lundgaard Rasmussen: "Politikens Bog om Solsystemet", 2005, Politikens Forlag, ISBN 87-567-7411-7
- Henning Haack: "Meteoritter", 2012, Gyldendal, ISBN 978-87-02-08486-3

1. ↑  Vitamin B3 might have been made in space, delivered to Earth by meteorites. Science Daily
2. ↑  Asteroid impacts may have formed life’s building blocks. Science 2014
3. ↑  How many meteorites hit Earth each year? Ask an Astronomer
4. ↑  Månen har fået nyt krater. Videnskab.dk maj 2013
5. ↑  Robert Marcus, H. Jay Melosh, and Gareth Collins (2010). "Earth Impact Effects Program". Imperial College London / Purdue University. Hentet 2013-02-09.{{cite web}}:  CS1-vedligeholdelse: Flere navne: authors list (link) (solution using 45 meters, 2600 kg/m3, 12.7 km/s, 45 degrees)
6. ↑  Will Ferguson (22. januar 2013). "Asteroid Hunter Gives an Update on the Threat of Near-Earth Objects". Scientific American. Hentet 2013-01-23.
7. ↑  When Space Attacks: The 6 Craziest Meteor Impacts. Livescience
8. ↑  Geologisk Museum, Københavns Universitet, Meteoritfolder Arkiveret 26. juni 2007 hos  Wayback Machine Hentet 19. feb. 2013
9. ↑  Mars: Opportunity opdager meteorit Arkiveret 9. december 2012 hos  Wayback Machine TV2 15. januar 2005
10. ↑  "Danmark får sjældent stykke Mars. Københavns Universitet. Nyheder". Arkiveret fra originalen 13. november 2012. Hentet 21. februar 2013.
11. ↑  "Meteoritter. Geologisk Museum". Arkiveret fra originalen 25. marts 2016. Hentet 13. september 2013.
12. ↑  "Scientists discover cosmic factory for making building blocks of life. Imperial College London, 2013". Arkiveret fra originalen 18. september 2013. Hentet 18. september 2013.
13. ↑  Asteroid impacts 3.3 billion years ago may have boiled the oceans. Arstechnica Science and Exploration
14. ↑  Mern-meteoritten, 4 kg tung stenmeteorit, der faldt 29.8.1878 ved Mern. Den Store Danske
15. ↑  Kulkondritten type CM, der faldt 19.1.2009 ved Maribo
16. ↑  "Nyfalden meteorit i Danmark. Geologisk Museum". Arkiveret fra originalen 18. august 2012. Hentet 17. november 2013.
17. ↑  En meteorit er muligvis faldet ned i Vestjylland. Politiken 31. marts 2014
18. ↑  Her er meteoritkrateret i Herlev: - Der har været knald på. TV2
19. ↑  Luis Walter Alvarez denstoredanske
20. ↑  Dinosaur-Killing Asteroid Triggered Lethal Acid Rain. Livescience
21. ↑  Ekspert sår tvivl om dinodøden. Berlingske Tidende 2010
22. ↑  Mystik om dino-dræber. Videnskab.dk
23. ↑  Dinosaurer var pressede, allerede før katastrofen ramte Jorden. Videnskab.dk
24. ↑  Arkiveret 17. februar 2013 hos  Wayback Machine NASA, Russia Meteor Not Linked to Asteroid Flyby — Update, 15. feb. 2013 kl. 19 PST (engelsk). Hentet 16. feb. 2013
25. ↑  Russia Today: Apocalypse Now? Meteorite hits Russia lighting sky, shattering windows. Video
26. ↑  "Asteroid and Comet Watch. NASA". Arkiveret fra originalen 17. februar 2013. Hentet 21. februar 2013.
27. ↑  Bright Explosion on the Moon. NASA
28. ↑  A Meteorite Is Caught on Camera as It Crashes Outside a Front Door. New York Times 2025
29. ↑  "Sandia supercomputers offer new explanation of Tunguska disaster". Sandia National Laboratories. 2007-12-17. Arkiveret fra originalen 18. januar 2008. Hentet 2007-12-22.
30. ↑  "11. jul 2007, Ing.dk: Mysteriet om 99 år gammel meteor måske løst". Arkiveret fra originalen 15. juni 2008. Hentet 21. februar 2013.
31. ↑  Rumfærger forklarer Tunguska-komet. Videnskab.dk
32. 1 2  In 1954, an Extraterrestrial Bruiser Shocked This Alabama Woman. Smithsonian Magasine 2019
33. ↑  Meteorite Crashes Through Ceiling and Lands on Woman’s Bed. New York Times 2021
34. ↑  The Indonesian meteorite which didn't sell for $1.8m. BBC 2020
35. ↑  Meteorite Crashes Into House in Connecticut. New York Times 1982
36. ↑  The Wethersfield Meteorites.  Wethersfield Historical Society
37. ↑  Peekskill Meteorite Car. Macovich Collection of Meteorites 2017
38. ↑  New Analysis Just Changed The Original Date of a Massive Meteorite Crater in Australia. ScienceAlert 2019
39. ↑  Verdenskort med angivelse af 182 bekræftede meteornedslag
40. ↑  Site of biggest ever meteorite collision in the UK discovered. Science Daily 2019
41. ↑  Maniitsoq-strukturen i Vestgrønland: De dybt nederoderede rester af Jordens ældste kendte meteoritkrater. Geologisk Tidsskrift 2013
42. ↑  "The remains of a gigantic, three-billion-year-old meteorite impact discovered in Greenland. GEUS 2012". Arkiveret fra originalen 12. april 2018. Hentet 12. marts 2016.
43. ↑  
Oldest known impact crater found. News view 2012
44. ↑  Earth’s Oldest Known Meteorite Impact Structure Identified. Science News 2020
45. ↑  Giant Asteroid Impact Basin Found in Australia. Sci-News
46. ↑  Earth's Oldest and Biggest Crater Yields New Secrets. Lifescience
47. ↑  Huge Impact Crater In Russia Tied To Ancient Mass Extinction Huff Post Science
48. ↑  De 10 største asteroide-nedslag. National Geographic Danmark 2013
49. ↑  Mass anomaly detected under the moon's largest crater. Phys Org 2019
50. ↑  Dickinson Impact Crater. NASA
51. ↑  "NASA Mars Orbiter Examines Dramatic New Crater. NASA 2014". Arkiveret fra originalen 18. januar 2017. Hentet 7. februar 2014.
52. ↑  Rumsonden Dawn ankommer til Vesta. Videnskab.dk
53. ↑  "Arkiveret kopi". Arkiveret fra originalen 28. september 2013. Hentet 13. september 2013.
54. ↑  A meteorite strike during the moon eclipse! EarthSky 2019
55. ↑  First Evidence of Comet Striking Earth Found in Egypt. livescience 2013
56. ↑  Shoemaker-Levy 9 images University of Nevada